# Die Stimme des Herrn
Die Stimme des Herrn ist ein Roman des polnischen Autors Stanisław Lem, der in der Tradition der wissenschaftlichen Phantastik steht, dem osteuropäisch-russischen Äquivalent der westlichen Science Fiction. Der Roman erschien erstmals 1968 unter dem Originaltitel „Głos Pana“; eine deutsche Übersetzung von Roswitha Buschmann erschien 1981 im Insel Verlag und im Verlag Volk und Welt.

## Inhalt
Der fiktive Verfasser des Romans (vorgeblich ein unvollendet hinterlassenes Manuskript), ein US-amerikanischer Professor namens Peter E. Hogarth, seines Zeichens genialer Mathematiker, schildert seine Erfahrungen und Gedanken aus der Zeit seiner Teilnahme am fiktiven Master’s Voice-Projekt (MAVO), das sich im letzten Drittel des 20. Jahrhunderts mit der Entschlüsselung eines geheimnisvollen, beständig wiederholten Neutrino-Signals befasst. Die beständige Wiederholung des Signals gibt zu der Vermutung Anlass, dass es von intelligenten Wesen generiert worden sein muss – überlegenen Außerirdischen oder, wie einige Projektteilnehmer scherzen, dem Herrn selbst (daher der Name Stimme des Herrn). Im Laufe der Untersuchungen werden einige eher geringfügige Entdeckungen gemacht. So beweist Hogarth, dass das Signal ein „Kreisphänomen“ oder die Beschreibung eines „Kreisprozesses“ darstellt. Daraufhin vermuten die Forscher, dass das Signal einen lebendigen Organismus beschreiben könnte, und es gelingt, auf Basis der Information aus einem Bruchstück des Signals eine gallertartige Substanz herzustellen (genannt „Froschlaich“ oder „Herr der Fliegen“), die auf „bestimmte Reize“ reagiert und durch kalte Kernfusion Energie erzeugt, aber keinen biologischen Stoffwechsel besitzt. Auf diese Substanz gerichtet hat das Signal die Eigenschaft, in diesem die Entstehung von Aminosäuren zu fördern – wollen die geheimnisvollen Außerirdischen also die Entstehung von Leben auf fremden Himmelskörpern fördern?
Schließlich stellt sich heraus, dass man mithilfe des Signals eine furchtbare Waffe bauen könnte. Der Erzähler und einer seiner engen Freunde beim Projekt entdecken dies, halten es jedoch zunächst geheim, um selbst weiter nachzuforschen (dass diese Eigenschaft des Signals früher oder später auch von anderen entdeckt wird, ist ihnen zu jeder Zeit klar.) Es stellt sich heraus, dass der Bau einer solchen Waffe nur theoretisch möglich ist, für eine Verwirklichung jedoch unüberwindbare „Sicherungen“ in den Sternen-Code eingefügt sind. Wollten die Außerirdischen sicherstellen, dass, sollte ihr Signal von einer unreifen, noch kriegerischen Zivilisation aufgefangen werden, diese es nicht würde benutzen können?
Am Ende des Romans tauchen dann völlig neuartige Theorien zum Ursprung des Signals auf. Das Signal selbst jedoch kann nicht übersetzt oder gelesen werden. Vielmehr dienen Lems Reflexionen über das Scheitern der Entschlüsselungsversuche zum Aufhänger für philosophische Betrachtungen über den allgemeinen Reifegrad moderner Zivilisationen. Überspitzt formuliert Lem diese Überlegungen in einem Vergleich: Er sinniert darüber, welchen Vorteil eine Gruppe von Steinzeitmenschen vom Auffinden eines Bauplanes einer gotischen Kathedrale haben könnte. Dieser Nutzen könnte für die Neolithiker im Wärmewert beim Lagerfeuer bestehen – der wahre Sinn des Planes müsste ihnen jedoch zwangsläufig verborgen bleiben, da sie über keine adäquate Kulturstufe verfügten, die ihnen den Zugang zum umfassenden Verständnis ermöglichte.

## Thema und Form
Der fiktive Autor erörtert in dem Roman wiederholt die Unzulänglichkeit der Sprache zur Beschreibung realer Vorgänge und spricht die Problematik der individuellen Bewertung absoluter Kategorien an. Der polnische Literaturwissenschaftler Jacek Rzeszotnik hält in einem Aufsatz über Solaris und Die Stimme des Herrn fest, dass letzterer Roman „noch flagranter … genretypischer belletristischer Erzählmuster“ entbehre.

## Rezeption
Für die Encyclopædia Britannica ist Die Stimme des Herrn zusammen mit Solaris und der Kyberiade eines der „drei grossen Bücher“ Stanislaw Lems, ein „Klassiker traditioneller Themen der Science Fiction“.
Peter S. Beagle bezeichnet den 1983 in englischer Übersetzung erschienenen Roman in der New York Times als „faszinierend, beunruhigend und manchmal frustrierend“. Das erste Drittel sei schwierig zu lesen; der verwirrte und gelangweilte Leser sehne sich nach Pilot Pirx. Bei den letzten Kapiteln angelangt, hetze man hingegen wie ein „Liebesromansüchtiger“ durch, begierig darauf, die Natur der mit Hilfe des Signals erschaffenen Substanz zu erfahren. Beagle lobt die Stimme der Erzählerfigur Hogarth, welche die Leser berühre und zum Zuhören bringe. Der Rezensent kommt zum Schluss, dass er Die Stimme des Herrn nicht als die einfachste Einführung in Lems Werk vorschlagen würde, das Buch aber jedermann dringend empfehlen könne, der an einem Stück Vornehmheit interessiert sei („anyone in need of a taste of nobility“).
Der polnische Philosoph und Hochschullehrer Paweł Okołowski lehnte den Titel seiner biographischen Essaysammlung zu Lem (polnisch Głos Pana Lema ‚Die Stimme des Herrn Lem‘) an den Titel des Romans an.

## Deutsche Ausgaben
Der Roman wurde von Roswitha Buschmann übersetzt und erschien 1981 gleichzeitig im Insel Verlag in Frankfurt am Main und im Verlag Volk und Welt in Berlin (DDR). Spätere Ausgaben dieser Übersetzung erschienen auch als Band 97 (danach als Band 311) der Phantastischen Bibliothek bei Suhrkamp, im Verlag Volk und Wissen sowie bei der DDR-Buchgemeinschaft buchclub 65.
Erstausgaben:
- Die Stimme des Herrn. Insel, Frankfurt a. M. 1981, ISBN 3-458-04887-1.
- Die Stimme des Herrn. Volk und Welt, Berlin 1981.

Aktuelle Taschenbuchausgabe:
- Die Stimme des Herrn (= Suhrkamp Taschenbuch. Band 2494). 5. Auflage. Suhrkamp, Berlin 2011, ISBN 978-3-518-38994-2.